# التویر، دو والدن
التویر، دو والدن (به هلندی: Alteveer, De Wolden) یک منطقهٔ مسکونی در هلند است که در De Wolden واقع شده‌است.

## خصوصیات
التویر ۸۸۹ نفر جمعیت دارد.